# Ozero Dolgoje (sjö i Belarus, Vitsebsks voblast, lat 54,96, long 28,53)
Ozero Dolgoje (ryska: Озеро Долгое) är en sjö i Belarus.   Den ligger i voblasten Vitsebsks voblast, i den norra delen av landet, 130 km nordost om huvudstaden Minsk. Ozero Dolgoje ligger 164 meter över havet. Arean är 0,30 kvadratkilometer. Den sträcker sig 0,8 kilometer i nord-sydlig riktning, och 1,2 kilometer i öst-västlig riktning.
I omgivningarna runt Ozero Dolgoje växer i huvudsak blandskog. Runt Ozero Dolgoje är det ganska glesbefolkat, med 22 invånare per kvadratkilometer.